# 탈성전환
탈성전환(脫性轉換, detransitioning)은 성전환을 한 것을 되돌리거나, 트랜스젠더로서의 정체화를 그만두는 것이다. 반대로 탈성전환을 한 다음에 다시 성전환을 하는 사람도 있다.

## 사례
로스앤젤레스 타임스의 스포츠 기자인 마이크 페너는 성전환자로 정체화한 뒤 여자 이름으로 살다가, 다시 남자로 정체화한 뒤 1년 뒤 목숨을 끊었다.
화성인 바이러스에 이십덕후(오타쿠)로 출연한 엄중모는 2014년 EBS의 대한민국 화해 프로젝트-용서에 출연했으나, 현재 남자로 돌아가 간증 영상을 올렸다.
월트 헤이어(Walt Heyer)는 두번의 성전환 수술을 받았다.
미국의 군인 크리스 벡(크리스틴 벡)의 사례가 있다.
마이크로소프트의 임원 마이클 월런트는 건강 문제가 생겨 성전환 과정을 중지하였다.

### 반대 사례
영국의 마리사 데인턴(Marissa Dainton)은 성전환을 세 번 하였다. 영국의 변호사 Sam Kane 또한 성전환을 세 번 하였다.
미국에서 논바이너리 성별을 최초로 인정받은 엘리사 래 슈프는 원래 제임스 슈프였으나, 논바이너리로 정체화하면서 제이미 슈프로 개명하고, 탈성전환을 하면서 제임스 슈프라는 원래 이름으로 돌아갔다가 다시 개명하고 트랜스젠더로 정체화하였다.

## 창작물
사우스 파크의 허버트 개리슨이 유명하다.

## 같이 보기
- 분류:탈성전환자
- 나라별 법률에 따른 성소수자의 권리